# Pine Apple (Alabama)
 Pine Apple, Alabama és una població dels Estats Units a l'estat d'Alabama. Segons el cens del 2000 tenia 145 habitants.

## Demografia
Segons el cens del 2000, Pine Apple tenia 145 habitants, 65 habitatges, i 44 famílies. La densitat de població era de 18,1 habitants/km².
Dels 65 habitatges en un 20% hi vivien nens de menys de 18 anys, en un 55,4% hi vivien parelles casades, en un 10,8% dones solteres, i en un 32,3% no eren unitats familiars. En el 32,3% dels habitatges hi vivien persones soles el 18,5% de les quals corresponia a persones de 65 anys o més que vivien soles. El nombre mitjà de persones vivint en cada habitatge era de 2,23 i el nombre mitjà de persones que vivien en cada família era de 2,82.
Per edats la població es repartia de la següent manera: un 22,8% tenia menys de 18 anys, un 4,1% entre 18 i 24, un 22,8% entre 25 i 44, un 22,8% de 45 a 60 i un 27,6% 65 anys o més.
L'edat mediana era de 45 anys. Per cada 100 dones hi havia 81,3 homes. Per cada 100 dones de 18 o més anys hi havia 80,6 homes.
La renda mediana per habitatge era de 35.625 $ i la renda mediana per família de 44.583 $. Els homes tenien una renda mediana de 29.583 $ mentre que les dones 30.833 $. La renda per capita de la població era de 16.876 $. Aproximadament el 7,7% de les famílies i el 15,8% de la població estaven per davall del llindar de pobresa.

## Poblacions més properes
El següent diagrama mostra les poblacions més properes.